# Honda Gold Wing
Honda Gold Wing là 1 dòng xe máy du lịch được sản xuất bởi Honda. Gold Wing có ổ trục và động cơ phẳng. Được giới thiệu lần đầu tại triển lãm xe Cologne vào tháng 10 năm 1974, Gold Wing đã trở thành một mô hình phổ biến ở Bắc Mỹ, Tây Âu và Úc, cũng như Nhật Bản.